# Pick Withers

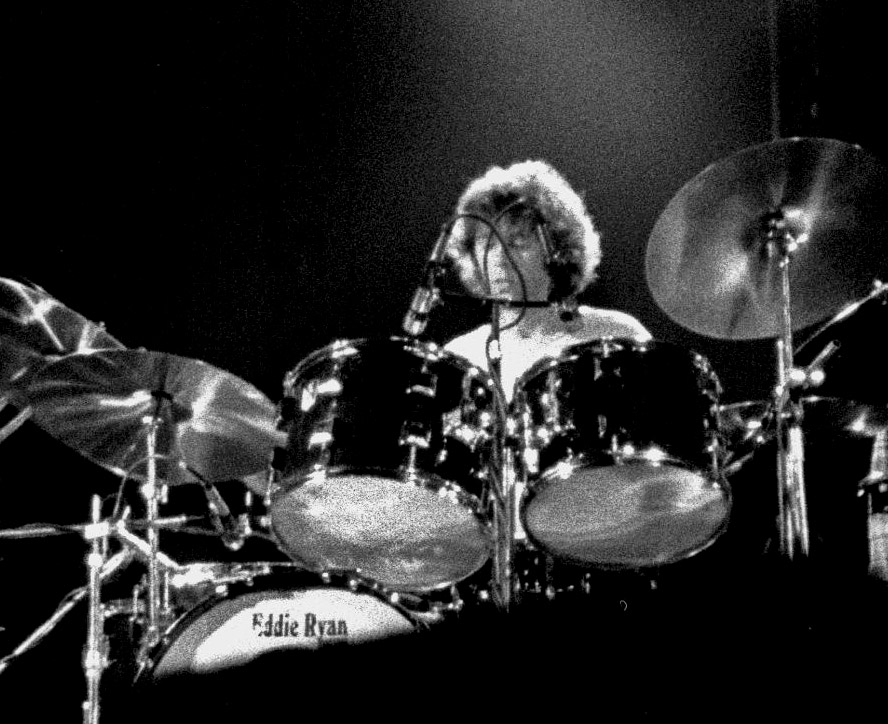
Pick Withers (1978)

David „Pick“ Withers (* 4. April 1948 in Leicester, England) ist ein britischer Schlagzeuger.
Bekannt wurde er als Schlagzeuger der Band Dire Straits, deren Sound er zwischen 1977 und 1982 auf den ersten vier Alben maßgeblich beeinflusst hat.
Er bekam seine erste Trommel im Alter von 14 Jahren von der Boys Brigade, einer uniformierten christlichen Jugendorganisation. Dort erhielt er auch die einzige Unterweisung am Schlagzeug. Bald darauf schenkten ihm seine Eltern ein Schlagzeug, das er nutzte, um zu populärer Musik mitzuspielen. Während des Beatles-Booms ging er 1965 nach Deutschland und bereiste auch andere europäische Länder. Dabei spielte er unter anderem gemeinsam mit dem Sänger Mal in einer Band namens The Primitives, bevor er für fünf Jahre als Studioschlagzeuger bei den Rockfield Studios in Südwales anheuerte, wo er auch Platten für Dave Edmunds, Del Shannon, Cuthbert Collins, Graham Bond, Andy Fairweather-Low und andere einspielte.
1975 zog es Withers nach London, wo er schließlich Mark Knopfler kennenlernte, mit dem er nun oft zusammenarbeitete. Als die Dire Straits 1977 ihren ersten Plattenvertrag erhielten, stieg Withers bei der Folkband Magna Carta aus, der er kurzzeitig angehörte und mit der er das Album Putting It Back Together eingespielt hatte.
Withers wurde von Mark Knopfler als sehr sensibler Schlagzeuger bezeichnet, was seinen Stil recht gut beschreibt. Sein Spiel bei den Dire Straits zeichnete sich vor allem durch gefühlvolle Hi-Hat-, Becken-, sowie Snaredrum- und Tomkombinationen aus, die mit Knopflers meist blues- und folklastigem Spiel sehr gut harmonierten. Withers gelang es auf den ersten vier Alben der Dire Straits, die insgesamt stark von Gitarre und Gesang getragen sind, ganz einzigartige und sehr musikalische Schlagzeugakzente zu platzieren und den Stücken auch einen percussiven Stempel aufzudrücken. Das besondere daran ist, dass das Schlagzeug oft der Melodie folgt und nicht im herkömmlichen Sinne einen Grundrhythmus liefert. Ein gutes Beispiel hierfür ist das Stück Romeo and Juliet. Für den Song Sultans of Swing entwickelte Pick Withers einen Schlagzeuggroove, der sich fast spielerisch, passend zum Songthema, zwischen Rock und Swing bewegt. Withers interpretierte sein Instrument eher jazzorientiert und solistisch, aber immer als Teil eines musikalischen Arrangements.
Die musikalische Einheit der ersten Alben ist stilprägend für die damalige Zeit. Withers spielte Paiste-Becken, wobei er ein Faible für Ride-Becken aufwies. Bei den Schlagzeugen bevorzugte er Tama, Gretsch und Eddie-Ryan-Drums, handgefertigte Schlagzeuge aus London, die sich durch ihren dunklen Klang auszeichnen.
Im Jahr 1979 beteiligte sich Pick Withers, zusammen mit Mark Knopfler auf Einladung von Bob Dylan an dessen 19. Studioalbum Slow Train Coming. Withers übernahm sämtliche Schlagzeug-Parts der Produktion. Slow Train Coming, eine Veröffentlichung der Columbia Records, erreichte Platz 3 der Billboard 200 und wurde im Mai 1980 von der RIAA mit Platin ausgezeichnet.
1982 verließ Withers die Dire Straits nach den Aufnahmen zu Love over Gold, da ihm die Musik zu rocklastig geworden war. Danach wurde es still um ihn. 1987 spielte er allerdings in der Band von Phil Carmen beim Montreux Jazz Festival mit, wovon im gleichen Jahr ein Live-Album veröffentlicht wurde.
Seit 2013 spielt Withers in der Band The British Blues All Stars.